# Donald Brun
Donald Brun (Bazel, 30 oktober 1909 - Clarens (Montreux), 15 augustus 1999) was een Zwitsers graficus, ontwerper, illustrator, fotograaf en hoogleraar. Hij werd vooral bekend om zijn affiches.

## Levensloop
Brun studeerde van 1927 tot 1930 reclametekenen bij Ernst Keiser (1894-1960), een van de oprichters van het Zwitserse verbond voor grafici. In die tijd was Keizer leraar kalligrafie voor het vak grafiek aan de Allgemeine Gewerbeschule in Bazel en gold hij als een van de eerste Zwitserse beroepsgrafici.
Brun behaalde zijn eerst succes als kunstenaar toen hij in 1928 een affichewedstrijd in Bazel won. Tussen de jaren dertig en zeventig bracht hij ontwerpen voort waarmee hij internationaal in de belangstelling stond. Zijn ontwerpen uit de jaren veertig en vijftig vertonen invloeden uit de kunststijl Bauhaus en al in zijn vroege ontwerpen is een fijnzinnige humor te zien.
In 1952 was Brun een van de oprichters van de Alliance Graphique Internationale (AGI). In 1964 nam hij deel aan de documenta III in Kassel. Commerciële ontwerpen maakte hij bijvoorbeeld voor merken als Persil, Gauloises en Bata.
Tussen 1947 en 1974 was hij hoogleraar aan de Gewerbeschule.